# Peavey Electronics
Peavey Electronics Corporation је америчка компанија која се бави дизајнирањем, развојем, производњом и продајом професионалне музичке опреме. Једна је од највећих произвођача музичке опреме на свету, са седиштем у Меридијану, Мисисипи.

## Историја
Хартли Пиви је основао компанију 1965. Прво појачало направио је 1957. године. Компанија је у његовом приватном власништву.
Часопис Inc. Је 2011. године је објавио причу о иноватору Хартлију Пивију и Пиви корпорацији. „Хартли Пиви је сањао да постане рок звезда, иако му је недостајало умећа да постане нови Чак Бери, његово име је урезано у рокенрол историји”.

## Информације о компанији
Пиви тренутно поседује 140.000 квадратних метара производног погона, односно 33 фабрике у Северној Америци, Европи и Азији, од којих се 18 налазе у Мисисипију. Производи се углавном производе у Кини и Сједињеним Америчким Државама и извозе се у 136 различитих држава. Пиви тренутно има 130 патената, и палету производа од око 2000 модела, где се сваке године дода између 80 и 100 нових.
Пиви 2014. године прекида производњу и дистрибуцију производа у Уједињеном Краљевству, наводећи да је постројење у Уједињеном Краљевству првобитно било фабрика за производњу, али да је због мањих трошкова и напредније технологије производње у Кини, та фабрика била неисплатива.
Пиви корпорација у свом саставу садржи 8 брендова: MediaMatrix, Architectural Acoustics, PVDJ, Crest Audio, Composite Acoustic, Sanctuary Series, Budda Amplification, и Trace Elliot.

## Производи

### 5150, 6505, 6534+ серије гитарских појачала
Ови модели гитарских појачала и звучних кутија су проистекли из сарадње са гитаристом Едијем Ван Хејленом. Серији 5150 је претходила серија VTM-60/VTM-120. Серија 5150 је стекла популарност код хард рок, хардкор панк и хеви метал бендова и њихових гитариста пре свега због велике количине дисторзије у звуку. Џери Кантрел из бенда Алис ин Чејнс користи ово појачало. Џери Кантрел је док је био на турнеји са Едијем Ван Хејленом  питао Едија да ли би могао да купи једно његово појачало по завршетку турнеје. Касније када је стигао кући, чекала су га три појачала и две гитаре. У 2004. години, Пиви и Еди су се разишли и Еди је са собом однео право на назив модела појачала 5150. Ово је проузроковало да појачало добије нови назив „Пиви 6505”  са мало промењеним спољашњим изгледом, али истим карактеристикама. Старији модел 5150 II, који садржи једну додатну предпојачавачку лампу (електронску цев) за више гејна (снаге сигнала у предпојачању) на ритам каналу, је еквивалент новом моделу 6505+. Пиви 2010. године представља ново појачало у серији 6505 које носи назив 6534+ и које је врло слично 6505+, с тим што 6534 има ЕL34 појачавачке лампе уместо 6L6 лампи у стандардном 6505 појачалу.

### Бандит серија гитарских појачала
Бандит серија је серија комбо гитарских појачала. Први пут је представљена 1980. године и производила се до 2013. године.
Први модели су има ли снагу од 50 вати кроз звучника од 8 ома. Снага се повећавала са временом, последњи модели су имали снагу од 80 вати преко звучника од 8 ома и 100 вати преко звучника од 4 ома. Деведесетих година Бандит серија је представила Пивијеву нову технологију, која симулира звук лампашких појачала.
Бандит модели:
- Бандит (1980)
- Бандит соло серија (1981–1983)
- Бандит соло серија 65 (1983–1986)
- Бандит соло серија 75 (1987–1988)
- Бандит соло серија 112 (1988–1995)
- TransTube серија Бандит 112 (1996–1999)
- TransTube серија Бандит, произведена у Америци (2000–2004)
- TransTube серија II Бандит 112, произведена у Кини (2004–2006)
- Серија Бандит TransTube технологија (2006–2013)

### Класик серија гитарских појачала
Ова серија је намењена првенствено за блуз, џез, и класик рок музичаре. Први пут је представљена 1970. године (и првенствено је названа Пиви Винтиџ серија). Оригинални Пиви Винтиџ 2-12 је имао 100 вати, док су модели 6-10 и 1-15 имали по 50 вати. Класик модел је имао 50 вати и два звучника од 12 инча и жичани реверб, са два предпојачала, за чист и дисторзијони канал. Могли су се користити засебно, или паралелним повезивањем инструмената, између којих би се бирало помоћу тастера односно футсвича (ножних команди). Тренутна серија садржи 3 варијације Класик модела, Класик 30 112, Класик  50 212 и 410. Постоје два типа „Делта Блуз" модела, Делта Блуз 115 и Делта Блуз 210. Они користе 12AX7 предпојачавачке лампе, и EL84 појачавачке лампе и имају жичани реверб. Између 1994 и 1997, производио се модел Класик 20, који је имао 15 вати и звучник од 10 in (25 cm).

### CSсерија гитарских појачала
Ова серија (поготово CS800) је једна од најкоришћенијих у свету, и такође једна од Пивијевих најпродаванијих серија.

### JSXсерија гитарских појачала
Ова серија је дизајнирана специјално за гитаристу Џо Сатријанија. Сатријани је тражио појачало које би одговарало његовом стилу свирања,  имало све функције које су њему потребне, и одговарало за коришћење како у студију тако и за уживо наступе. Ово појачало је доживело реиздање након што је сарадња са Сатријанијем завршена, и названо је Пиви XXX II, због тога што је као узор за JSX серију коришћена платформа Пиви XXX серије.

### Radial proсерија бубњева
Radial pro je bila Пивијева серија бубњева која се производила од 1994 до 2002, састојала се од RBS-1 prototypes, radial pro 1000, 750/751, и 500/501 модела. Модел flagship 1000 је имао радијални мост (метална конструкција) на који су се постављале остале компоненте сета, као и трослојно јаворово дрво коришћено у изради саме конструкције бубња како би се побољшала резонанција. Серија 750/751 је имала композитне мостове и конструкцију израђену од четворослојног јаворовог дрвета. Серија 500/501 је имала композитне мостове и петослојну дрвену конструкцију израђену од танког Северно Америчког ораха.

### Triple XXX/3120серија гитарских појачала
Ова серија је била основа JSX серије. Има веома широк спектар могућности за креирање различитих звукова користећи 3 канала на појачалу. Касније је представљена и серија 3120. Пиви XXX серија је требало да буде модел потписан и направљен за музичара Џорџа Линча, али до договора никада није дошло.

### ValveKingсерија гитарских појачала
Фул лампашка серија са високим гејном и широким спектром употребе за разне жанрове, од блуза до метала. Поседује два канала — клин или чист канал, и дисторзију, као и уграђени жичани реверб.

### Vypyrсерија гитарских појачала
Ово је серија појачала са могућношћу моделовања. Постоје опције већ уграђене у појачало које симулирају звук неких других популарних појачала. Модели појачала који су доступни су Fender twin and deluxe, Mesa/Boogie Rectifier, Diezel Boutique, Krank Krankenstein, Vox AC30 и велика колекција самих Пиви појачала као што су 6505, XXX, и JSX. Осим тога, појачало поседује и 11 подесивих предпојачалских ефеката, лупер, миди улаз и USB 2.0  конекцију. У 2012. години представљено је појачало које се напаја из батерије, малих димензија, названо „Nano Vypyr" које је у том тренутку било конкуренција другим малим лако преносивим појачалима на тржишту као што су  Roland Micro Cube и Fender Mini-Mustang. Vypyr 60 и Vypyr 120 појачала као и Vypyr 120 снагашко појачало користе 12AX7 и 6L6GC лампе. У 2013. години појављује се  „Vypyr VIP" серија. VIP 1, VIP 2, и VIP 3 поседују све карактеристике и опције претходних модела, уз нову могућност да се исто појачало може користити и као појачало за акустичне, а такође и за бас гитаре. Такође се могу програмирати и подешавати и преко рачунара.

### TNTсерија бас појачала
Први пут се појављује на тржишту касних седамдесетих година у издању од 45 вати са једним звучником од 15 in (38 cm). Касније су се појавиле и доста јаче верзије са 150-200 вати са  Scorpion или Black Widow звучницима. Недавно је ова серија појачана на чак 600 вати, под називом „Tour TNT 115“. Ово је тренутно најјаче бас појачало које нуди Пиви.

### 400BHсерија бас појачала
400 BH појачало је коришћено махом осамдесетих година. The MKIV бас снагашка јединица је представљена 1981, нудећи широк спектар различитих функција. Има ваздушно хлађење, коло за заштиту електронике уређаја и снагу од 300/350 вати на 2 ома. Појачало ради врло стабилно на 2 ома (а често и на мање од тога), омогућавајући разне комбинације са другим звучничким системима тиме побољшавајући акустику и сам квалитет звука у одређеном амбијенту. Сама електроника и компоненте су лако доступне за поправку или модификацију уређаја. Поузданост и динамика су одлични. Једина мана је то што је предпојачавачки степен направљен у кућишту које нема заштиту од електромагнетних сметњи, па се често сам уређај мора одвојити од звучника и магнета.

### Windsorсерија гитарских појачала
Представљена као јефтина копија односно клон  Marshall JCM800 2203 појачала. Унутрашњи дизајн готово је идентичан старијим Маршал појачалима уз мале разлике у самим електронским склоповима.

### WolfgangиHP2серије електричних гитара
Ове серије гитара су настале као резултат сарадње са музичаром Едијем Ван Хејленом и његовом жељом да направи за себе идеалну гитару. Сам дизајн је био прилично успешан, али није постигао репутацију или популарност гитара других произвођача у истом ценовном рангу као што су Фендер Стратокастер или  Гибсон Лес Пол. Пиви Wolfgang серија је прекинута 2004. Пиви је направио реиздање ове гитаре под називом „HP2” и презентовао је на  Summer NAMM сајму 2017. године .

## Контраверзе
У фебруару 2015. године, компанија је приказана у оквиру епизоде CBS телевизијске емисије под називом  Undercover Boss у којој један човек одлази у фабрику инкогнито и надгледа раднике и процесе који се обављају, комуницирајући са шефом преко бубице. Пре саме премијере епизоде, креатор саме емисије је изјавио да се десило нешто неочекивано након снимања епизоде. Пиви корпорација је, користећи притисак због такмичења са конкуренцијом на глобалном нивоу као изговор, делимично затворила фабрику приказану у овој епизоди. Радници приказани у тој епизоди су се након овог догађаја осећали издатo због оваквог потеза компаније. Компанија је изјавила да је овај потез био неопходан како би остали конкуренти другим ривалима на тржишту, који су већ имали развијенију производњу уз мање трошкове на јефтинијим локацијама.

## Правни случајеви
Пиви корпорација је 2009. године  упутила две тужбе на рачун више компанија под окриљем Behringer/Music Group корпорације због неовлашћеног коришћења њихових патената (ауторских права), федерални и обичан закон за кршење заштитног знака (ауторских права), лажирању о земљи порекла, разблаживање заштитног знака (коришћење концепта заштитног знака уз мање промене) и непоштеног ривалства са конкуренцијом.
Music Group је 2011. поднела тужбу Окружном Суду САД против Пиви корпорације због лажног рекламирања, лажног обележавања патената и непоштеног ривалства са конкуренцијом.
Пиви корпорација је у априлу 2014. године кажњена новчаном казном од 225.000 долара због кршења закона о дигиталним уређајима, због тога што нису наводили одговарајуће ознаке и објашњења у упутствима за њихове уређаје.